# I banditi della città fantasma
I banditi della città fantasma (Bad Men of Tombstone) è un film del 1949 diretto da Kurt Neumann.
È un western statunitense con Barry Sullivan, Marjorie Reynolds e Broderick Crawford. È basato sul romanzo del 1946 Last of the Badmen: The Legend of Tom Horn di Jay Monaghan.

## Produzione
Il film, diretto da Kurt Neumann su una sceneggiatura di Philip Yordan e Arthur Strawn e un soggetto di Jay Monaghan, fu prodotto da Frank, Maurice King per la King Brothers Productions. Il titolo di lavorazione fu Last of the Badmen. Il brano della colonna sonora Girl on the Flying Trapeze fu composto da Kurt Neumann e Clarence Marks.

## Distribuzione
Il film fu distribuito con il titolo Bad Men of Tombstone negli Stati Uniti nel gennaio 1949 (première a Oklahoma City il 26 gennaio 1949) al cinema dalla Allied Artists Pictures.
Altre distribuzioni:
- in Francia il 26 ottobre 1949 (J'ai épousé un hors-la-loi)
- in Germania Ovest il 22 dicembre 1950 (Die Goldräuber von Tombstone)
- in Austria il 23 febbraio 1951 (Die Goldräuber von Tombstone)
- in Giappone il 15 agosto 1953
- in Portogallo il 27 luglio 1954 (Homens Sem Lei)
- in Danimarca il 6 settembre 1954 (De fem lovløse)
- in Spagna il 13 settembre 1954 (El aparecido)
- in Brasile (Cada Crime Tem Seu Preço)
- in Brasile (O Último Malfeitor)
- in Grecia (O dolofonos me ti maska)
- in Italia (I banditi della città fantasma)

## Promozione
Le tagline sono:
- The Mighty Saga of the BANDIT KINGS OF THE BADLANDS!
- BLOOD-STAINED EPIC OF THE BANDIT KINGS!
- Storming out of the badlands to loot the golden west...their wild reign of terror roused the toughest gun town of them all to roaring vengeance!